# こと座
こと座（ことざ、英: Lyra）は、現代の88星座の1つで、プトレマイオスの48星座の1つ。古代ギリシャの撥弦楽器リラをモチーフとしている。古代ギリシャ・ローマの伝承では、オリュンポス十二神の一柱ヘルメースが作り、吟遊詩人オルペウスが携えたリラであるとされる。
α星ベガは、全天に21個ある1等星の1つ。東アジアの七夕の伝承では、ベガは織姫（織女）とされ、彦星（牽牛）とされるわし座α星アルタイルと対になる星と見なされている。また、ベガとアルタイル、はくちょう座α星デネブの3つの1等星が形作る大きな三角形は夏の大三角と呼ばれる。

## 特徴

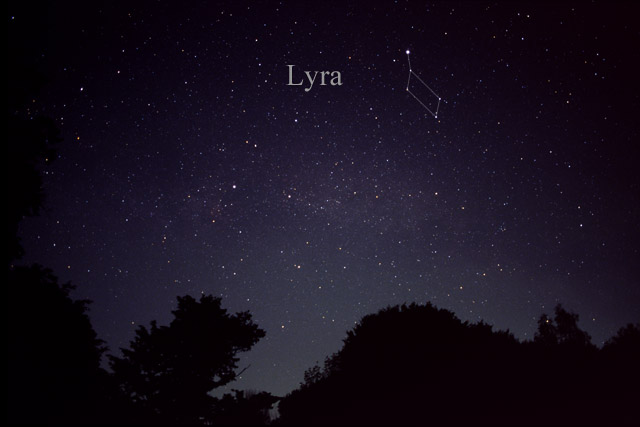
2004年5月16日に撮影されたこと座の星景写真。初夏から初冬まで長く観望することができる。

東をはくちょう座、西をヘルクレス座、南をこぎつね座、北をりゅう座に囲まれ、東側では天の川と接する。20時正中は8月下旬頃で、北半球では主に夏の星座とされるが、初夏から初冬まで長く観望することができる。北端は+47.71°、南端は+25.66°と天の赤道から北に離れて位置しているため、南極圏からは全く見ることができないが、北極圏では星座の全ての星が周極星となる。
この星座で最も明るく見える1等星のα星ベガは、全天で5番目、北天ではうしかい座α星アルクトゥールスに次いで2番目に明るく見える星で、わし座のアルタイル、はくちょう座のデネブと形作る大きな三角形は夏の大三角として親しまれている。こと座の東には天の川が通っており、特に南で接するはくちょう座に掛けては星が豊かに広がる領域である。空が明るい街中ではベガ以外の星を見ることは難しいが、空が暗い郊外では平行四辺形に並ぶ β・γ・δ・ζ の4星を容易に見つけることができる。東アジアの七夕伝説では、アルタイルが牛飼いの男牽牛（彦星）、ベガが機を織る娘織女とされる。

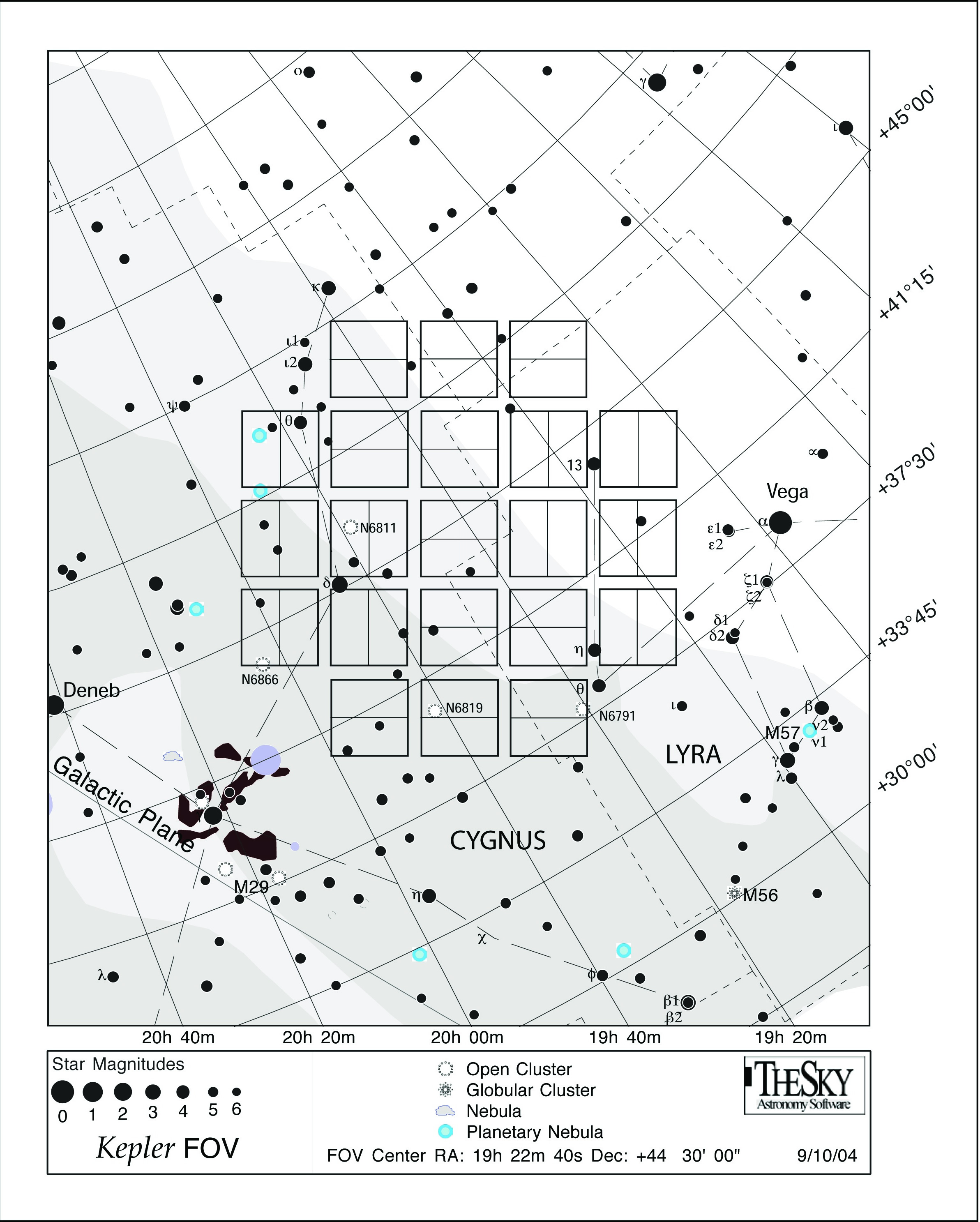
NASAの太陽系外惑星探索用宇宙望遠鏡「ケプラー」の観測領域 (Kepler FOV)。2009年12月から2013年5月までの約3年半の運用期間中の観測領域は、はくちょう座・こと座・りゅう座にまたがる約100 平方度の領域であった。

2024年現在、こと座の領域で発見された太陽系外惑星の総数と惑星のある恒星系の数は、はくちょう座に次いで88星座中で2番目に多い。これは、こと座の領域の北東部が、2009年に打ち上げられたアメリカ航空宇宙局 (NASA) の太陽系外惑星探索用宇宙望遠鏡「ケプラー」の観測領域 (Field of View, FOV) に含まれていたためである。

## 由来と歴史
こと座の起源となる星座がいつどこで生まれたのか、確かなことはわかっていない。五島プラネタリウムの解説員として知られた原恵は著書『星座の神話』の中で、逆L字形に並ぶ α・β・γ の姿をL字形のハープに見立てたものであろうとしていたが、これは古代エジプトの墓から出土したL字形のハープを見て原が想起した考えであり、この見解を支持する文献等は示されていない。アメリカの古典学者テオニー・コンドスは、メソポタミアの鳥の星座、あるいはフェニキアの琴の星座のいずれかを起源とする可能性があるとしている。
紀元前4世紀の古代ギリシアの天文学者クニドスのエウドクソスの著書『パイノメナ (古希: Φαινόμενα)』を元に詩作されたとされる紀元前3世紀前半のマケドニアの詩人アラートスの詩篇『パイノメナ (古希: Φαινόμενα)』では、こと座は Λύρα (Lyra) という名称で登場しており、以降この名称が古代ギリシャ・ローマ時代を通じて使われた。こと座に属する星の数について、紀元前3世紀後半の天文学者エラトステネースの天文書『カタステリスモイ (古希: Καταστερισμοί)』や1世紀初頭の古代ローマの著作家ガイウス・ユリウス・ヒュギーヌスの『天文詩 (羅: De Astronomica)』では8個、帝政ローマ期2世紀頃のクラウディオス・プトレマイオスの天文書『ヘー・メガレー・スュンタクスィス・テース・アストロノミアース (古希: ἡ Μεγάλη Σύνταξις τῆς Ἀστρονομίας)』、いわゆる『アルマゲスト』では10個とされた。
10世紀のペルシアの天文学者アブドゥッラハマーン・スーフィー（アッ＝スーフィー）が『アルマゲスト』を元に964年頃に著した天文書『星座の書』では、「竪琴」を意味する al-Silyāq と呼ばれ、『アルマゲスト』と同じく10個の星が属するとされた。アッ＝スーフィーは、al-Silyāq で最も明るい星を「降りるワシ」を意味する al-Nasr al-Wāqiʻ と呼んでいた。これは、アラビアで α・ε・ζ の3星が形作るV字形を翼をたたんだワシやハゲタカに見立てたことに由来しており、天の川を挟んで南側にあるわし座の α・β・γ の3星を飛んでいるワシやハゲタカに見立てた al-Nasr al-Ṭāʼir と呼んだことに対応するものであった。現在のこと座α星の固有名「ベガ (Vega)」はこの呼称の Wāqi の部分が転訛したものである。
こと座の星をワシやハゲタカと見なすアラビアの文化は、ルネサンス期以降のヨーロッパにも影響を与えた。たとえば16世紀ドイツの版画家アルブレヒト・デューラーが1515年に製作した北天星図では、こと座の姿はワシに抱えられたフィドルのような弦楽器として描かれている。このワシとリラを組み合わせた意匠は後の星図製作者たちにも引き継がれ、ドイツの法律家ヨハン・バイエルの星図『ウラノメトリア (Uranometria)』（1603年）やドイツの天文学者ヨハン・ボーデの星図『ウラノグラフィア (Uranographia)』（1801年）でも、ワシの首にひもで括り付けられたリラが、ポーランドの天文学者ヨハネス・ヘヴェリウスの天文書『Prodromus Astronomiæ』（1690年）ではワシが鉤爪で掴まえたリラが、それぞれ描かれていた。一方で、オランダの法学者フーゴー・グローティウスの星座図帳『シュンタグマ・アラテオルム (SYNTAGMA ARATEORVM)』（1600年）やイギリスの天文学者ジョン・フラムスティードの『天球図譜 (Atlas coelestis)』（1729年）ではリラが単独で描かれた。
西洋の星図に描かれたこと座とワシの星座絵
- 1515年にドイツの版画家アルブレヒト・デューラーが製作した木版画の北天星図。中央近くにワシに抱えられた弦楽器 Lyra が描かれている。
- ヨハン・バイエル『ウラノメトリア』(1603) に描かれたこと座 (Lyra)。
- ヨハネス・ヘヴェリウス『Prodromus Astronomiae』(1690) に描かれたこと座 (Lyra)。
- ヨハン・ボーデ『ウラノグラフィア』(1801) に描かれた北天の星座。こと座は Vultur et Lyra（ハゲタカとリラ）として描かれている。

バイエルは『ウラノメトリア』で、α から ν までのギリシャ文字13文字を用いてこと座の13個の星に符号を付した。
1922年5月にローマで開催された国際天文学連合 (IAU) の設立総会で現行の88星座が定められた際にそのうちの1つとして選定され、星座名は Lyra、略称は Lyr と正式に定められた。

### 中東
紀元前500年頃に製作された天文に関する粘土板文書『ムル・アピン (MUL.APIN)』の中でこと座の星は、「牝ヤギ」を表す星座 Mul Uz とされた。また、ベガは単独で女神ランマ (Lamma) を表すものとされた。

### 中国

中国清代の類書『欽定古今図書集成』の「河鼓三星圖」に描かれた星官「河鼓」と周辺の星。こと座の星々は、画像上部の織女・漸臺・輦道に配されていた。

ドイツ人宣教師イグナーツ・ケーグラー（戴進賢）らが編纂し、清朝乾隆帝治世の1752年に完成・奏進された星表『欽定儀象考成』では、こと座の星は二十八宿の北方玄武七宿の第二宿「牛宿」に配されていたとされる。α・ε1・ζ1 の3星が布を織る娘を表す星官「織女」に、δ2・β・γ・ι の4星が池の中に作られた島を表す星官「漸台」に、R・η・θ の3星がはくちょう座の2星とともに宮中の天子専用の道路を表す星官「輦道」に配された。

## 神話

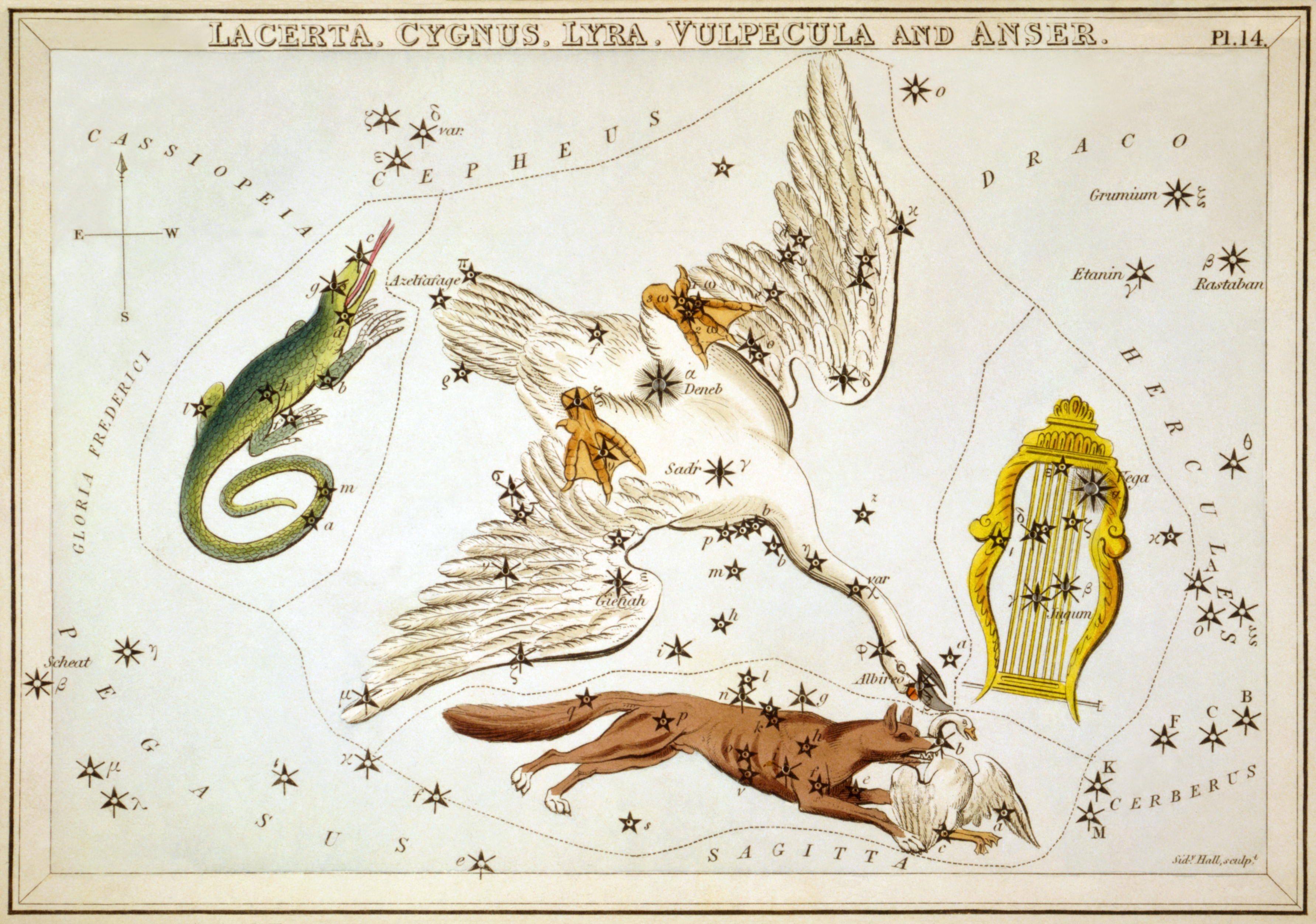
19世紀イギリス星座カード集『ウラニアの鏡』に描かれたこと座（画像右側）。

古代ギリシャ・ローマの伝承では、こと座は発明の神ヘルメースが作ったリラであるとされているが、それが星座となる過程は語り手によって異なる。アラートスの『パイノメナ』では、ヘルメースがまだゆりかごにいた頃に亀の甲をくり抜いて作ったリラであり、ヘルメース自らが鳥 (Ὄρνις) の頭と膝を折る人物の膝の間に置いた、とされた。
エラトステネースの『カタステリスモイ』では以下の伝承を伝えている。ヘルメースが亀の甲とアポローンの牛から作ったリラであるとされた。アポローンは牛と引き換えにヘルメースからリラを受け取ると、それに歌を合わせ、文芸の女神ムーサたちの1柱であるカリオペーとの間の息子オルペウスに渡した。ヘルメースのリラは、母のマイアらプレイアデスの人数に合わせて7本の弦が張られたものであったが、オルペウスは母カリオペーを含むムーサたちの人数に合わせて弦を9本に増やした。楽器演奏の才に長けたオルペウスはますます名声を上げ、彼が歌うと木々や岩、野獣まで魅了すると言われた。オルペウスはディオニューソスへの信仰を捨て、太陽神ヘーリオスとも呼ばれるアポローンを最も偉大な神であると信じることとした。オルペウスは夜明け前に起きてパンガイオン山へ登り、他の誰よりも早くヘーリオスを見るべく夜明けを待つようになった。怒り狂ったディオニューソスはバッサリデス族を差し向け、オルペウスの手脚を引き裂いて方々にばらまかせた。ムーサたちはオルペウスの亡骸を集め、オリンポス山の北の山腹にある Leibethroe と呼ばれる地に葬った。遺品となったリラはそれを贈るべき相手がいなかったため、ムーサたちはオルペウスと自分たちの記憶が残すべく、リラを星座の間に置くようにゼウスに乞い願った。ゼウスは彼女らの願いを聞き入れ、リラを天空に置いた。
ヒュギーヌスの『天文詩』でも『カタステリスモイ』と同様の伝承が伝えられているが、オルペウスはカリオペーとオイアグロスの子であるとされ、メルクリウスが発明したリラはメルクリウスからオルペウスに渡されたものとされた。また、オルペウスが命を落とす理由が以下のようにより詳細に語られている。妻エウリュディケーの死で嘆き悲しんだオルペウスは、冥界に下りて全ての神々を讃える歌を歌ったが、うっかりリーベルのことを忘れてしまった。このことを恨みに思ったリーベルは、後年オルペウスがオリンポス山あるいはパンガイオン山で歌に興じているところに信徒を差し向けて、オルペウスの手脚を引き裂かせた。あるいは、オルペウスがリーベルの神聖な儀式を盗み見たために殺されたのだとも言われる。またヒュギーヌスは、オルペウスを殺したのはウェヌスであるとする説も伝えている。美少年アドーニスを巡って争ったウェヌスとプロセルピナがユーピテルの裁定を仰いだとき、ユーピテルはカリオペーに裁定するよう命じた。カリオペーはそれぞれの女神が半年ずつアドーニスを専有するように裁定したが、この裁定に腹を立てたウェヌスはトラキアの女たちをオルペウスに夢中にさせて、オルペウスを引き裂かせた。オルペウスの首は海に流されてレスボス島に漂着した。このことから、レスボス島の島民は音楽の才能に恵まれていると考えられた。この伝承でも、オルペウスのリラはムーサたちによって星座とされている。加えてヒュギーヌスは、オルペウスが少年愛に目覚めて女性を侮辱したように見えたことから女性たちに殺されたとする説も伝えている。

## 呼称と方言
学名の Lyra は、古典ギリシア語で撥弦楽器のリラを意味する λύρα に由来している。ギリシア語・ラテン語の古典式発音ではリュラ、英語での発音はカタカナで書き下すとライラに近い。ラテン語の学名 Lyra に対応する日本語の学術用語としての星座名は「こと」と定められている。現代の中国では天琴座と呼ばれている。
明治初期の1874年（明治7年）に文部省より出版された関藤成緒の天文書『星学捷径』で「リラ」という読みと「琴」という解説が紹介された。また、1879年（明治12年）にノーマン・ロッキャーの著書『Elements of Astronomy』を訳して刊行された『洛氏天文学』上巻では「リーラ」と紹介され、下巻では「天琴宿」として解説された。これらからそれから30年ほど時代を下った明治後期には「天琴」という呼称が使われていたことが日本天文学会の会報『天文月報』の第1巻2号掲載の「五月の天」と題した記事中の星図で確認できる。この「天琴」という訳名は、1910年（明治43年）に「琴」と改められ、東京天文台の編集により1925年（大正14年）に初版が刊行された『理科年表』にも「琴（こと）」として引き継がれた。戦中の1944年（昭和19年）に天文学用語が見直しされた際も「琴（こと）」が継続して使われることとなった。そして、戦後の1952年（昭和27年）7月に日本天文学会が「星座名はひらがなまたはカタカナで表記する」とした際に平仮名で「こと」と決まり、以降この呼称が継続して用いられている。

### 方言
α・ε・ζ が形作る三角形のことを、福岡県糸島市加布里で芥屋村（現・糸島市）出身者から「タナバタサン（七夕さん）」と呼んでいたとする事例が採集されている。また香川県三豊郡詫間町志々島（現・三豊市）には「メンタナバタ」という呼称が伝えられている。
β・γ・δ・ζ の4星が形作る平行四辺形に対しては、香川県丸亀市本島では瓜を切るまな板に見立てた「ウリキリマナイタ（瓜切り俎）」、島根県邑智郡日貫村（現・邑南町）では「ナキリボシ（菜切り星）」「マナイタボシ（俎星）」という呼称が伝えられている。また熊本県隈府（現・菊池市）では、これを七夕のお供え物を入れる竹籠に見立てた「タナバタノオコゲ（七夕の麻小笥）」という呼称が伝えられていた。
牽牛と織女の組み合わせとなるわし座α星アルタイルとベガのペアに対して、兵庫県高砂市戎町で「タナバタサン（七夕さん）」、愛媛県伊予郡双海町（現・伊予市）で「タナバタボシ（七夕星）」と呼ぶ事例が採集されている。

## 主な天体

### 恒星
2024年4月現在、IAUによって6個の恒星に固有名が認証されている。
α星
太陽系から約25.0 光年の距離にある、見かけの明るさ0.03 等、スペクトル型 A0Va のA型主系列星で、全天21の1等星の1つ。この星には塵のリングが見つかっている。地球の歳差運動の影響により、西暦13000年から14000年にかけては北極星となるとされる。
波長毎の明るさに大きな差がないことから、1953年にジョンソンとモーガンが考案し、IAUに採用された「ジョンソンUBVシステム」において、U等級・B等級の基準となる6個の恒星の1つに選ばれた。また、等級の原点となるゼロ等級は、ベガのスペクトルエネルギー分布 (SED) を元に定められたベガ等級やAB等級が用いられている。
1983年、赤外線天文衛星IRASによるベガの測光データの遠赤外線の波長域に赤外超過が見られることが発見された。これはベガの周囲に塵円盤が存在することを示したものであると考えられ、以後このような赤外超過を示す恒星は「ベガ型星 (英: Vega-like star)」と呼ばれるようになった。2005年にはアメリカ航空宇宙局 (NASA) の赤外線宇宙望遠鏡スピッツァー宇宙望遠鏡の観測データから、この塵円盤の塵は原始惑星系円盤の残骸ではなく、太陽系のエッジワース・カイパーベルトに相当するような小惑星帯で小惑星や彗星のような小天体が分裂した破片が他の天体と衝突して生成されたものであると推定された。さらに2013年には、スピッツァーやヨーロッパ宇宙機関 (ESA) の赤外線天文衛星ハーシェル宇宙天文台の観測データから、ベガの周囲に2つのリング状の小天体ベルトが存在するという研究結果が発表されている。
IAUが認証している固有名の「ベガ(Vega)」は、一般にアラビア語で「急降下するワシ」を意味する言葉に由来するものとされているが、これは本来「地面に降りたワシ（またはハゲワシ）」を意味する言葉であるとする説もある。
β星
太陽系から約906 光年の距離にある、見かけの明るさ3.42 等の分光連星。中心のAa星系は、見かけの明るさ3.6 等の Aa1 と4.0 等の Aa2 で構成される、「半分離型連星 (英: semi-detached binary)」に分類される近接連星である。より初期質量が重かった Aa2 がより早く進化して巨星となり、ロッシュ・ローブからあふれた外層が両星のL1から Aa1 に流れ込んでその周囲に降着円盤を形成している。Aa1 とAa2 は互いの共通重心を約12.9 日の周期で公転しており、公転周期は年に19秒の割合で遅くなっている。太陽系からは公転面をほぼ真横から見た形となっているため、食変光星として観測される。潮汐力で星の形状が卵形に歪められた結果、食と食の間の見かけの合成光度が連続的に変化するため、光度曲線から食の開始と終了の正確な時刻を特定することが不可能という特徴を持つ。このような食変光星の分類「こと座β型変光星 (Beta Lyrae-type eclipsing system, EB) 」のプロトタイプとされており、極大時3.25 等、第1極小時4.36 等、第2極小時3.85 等の範囲で明るさを変える。
2007年に補償光学を用いた観測からAa星系から0.54″離れた位置に発見された Ab は、Aa星系と連星系を成している可能性がある。また、45.8″離れた位置に見える7.13 等の Bと10.6 等の Fは、太陽系からの距離がAa星系と誤差の範囲でほぼ同じであるため、Aa星系と連星系を成している可能性がある。2019年には、位置天文衛星ヒッパルコスやガイアの観測データから、β Lyr Aa星系を中心に100個ほどの恒星を含む星団の存在が提唱され、Gaia 8 という名称が付けられている。
Aa1星には、ギリシャ由来のアラビアの言葉で「リラ」を意味する言葉に由来する「シェリアク (Sheliak) という固有名が認証されている。
γ星
太陽系から約657 光年の距離にある、見かけの明るさ3.25 等、スペクトル型 B9III の青色巨星で、3等星。アラビア語で「亀」を意味する言葉に由来する「スラファト(Sulafat)」という固有名が認証されている。
η星
太陽系から約1,120 光年の距離にある、見かけの明るさ4.398 等、スペクトル型 B2.5IV の準巨星で、4等星。A星はそれ自体が分光連星で、近くに見える9等星のB星と11等星のC星とは三重星を成している。Aa星にはアラビア語で「爪」を意味する言葉に由来するとされる「アラドファル(Aladfar)」という固有名が認証されている。
HD 173416
太陽系から約433 光年の距離にある、見かけの明るさ6.037 等、スペクトル型 G8 の6等星。IAUの100周年記念行事「IAU100 NameExoWorlds」で中華人民共和国（南京市）に命名権が与えられ、主星は Xihe（羲和）、太陽系外惑星は Wangshu（望舒）と命名された。
HAT-P-5
太陽系から約1,010 光年の距離にある、見かけの明るさ11.95 等、スペクトル型 G1V のG型主系列星で、12等星。IAUの100周年記念行事「IAU100 NameExoWorlds」でスロバキア共和国に命名権が与えられ、主星は Irena、太陽系外惑星は Iztok と命名された。
このほか、以下の恒星が知られている。
δ2星
太陽系から約770 光年の距離にある、見かけの明るさ4.30 等、スペクトル型 M4II の輝巨星で、4等星。近くに見える6等星のδ1星とは見かけの二重星の関係にある。変光星としては脈動変光星のグループの1つ「長周期変光星」のSRC型に分類されているが、確定されてはいない。

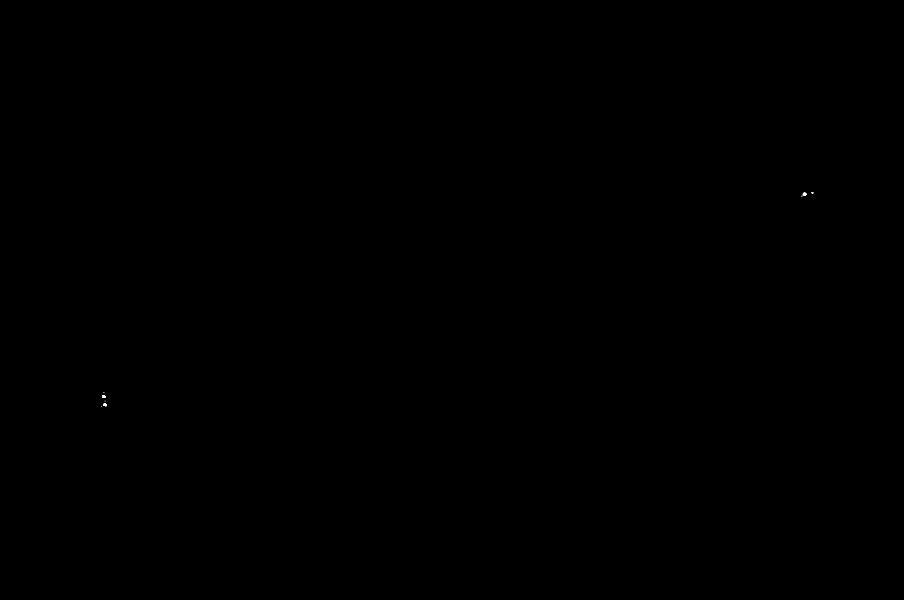
こと座ε星。画像右側のペアがε1、画像左側のペアがε2である。

ε星
太陽系から約158 光年の距離にある、ε1とε2の2つの連星系からなる多重連星系。4つの星が小望遠鏡でも分解して観ることができる実視連星で、「二重の二重星」となっていることから「ダブル・ダブル・スター(英: Double Double)」という通称で親しまれている。ε1とε2は209.4″（約3.5′）離れた位置に見え、双眼鏡でも分離して見ることができる。
- ε1星系：見かけの明るさ4.991 等、スペクトル型 A3V のε1A星と、見かけの明るさ6.062 等、スペクトル型 F0V のε1B星が約2.20″離れた位置に見える連星系。2つの星が互いの共通重心を約1800年の周期で公転しているとされる。
- ε2星系：見かけの明るさ5.23 等、スペクトル型 A6Vn のε2A星と、見かけの明るさ5.35 等、スペクトル型A7Vn のε2B星が約2.40″離れた位置に見える連星系。ε2A星とε2B星のペアが、互いの共通重心を約720年の周期で公転しているとされる。ε2A星はそれ自体が分光連星であるとする研究もあるが、伴星の存在を疑問視する見解も出されている。

ζ星
太陽系から約158 光年の距離にある連星系。共に白く見える4等星の ζ1と6等星の ζ2が約44″離れた位置にあり、双眼鏡や小望遠鏡で容易に見分けることができる。また、ζ1はそれ自体が分光連星である。
- ζ1星：見かけの明るさ4.36 等、スペクトル型 kA5hF0VmF3 のA型主系列星で、4等星。Am星と呼ばれる化学特異星に分類されており、この複雑なスペクトル分類はカルシウムのK線ではA5、それ以外の金属線ではF3、水素線ではF0V の特徴を持つことを示している。分光連星で、4.3 日という短い周期で互いの共通重心をほぼ真円に近い公転軌道で周回しているとされる。

R星
太陽系から約312 光年の距離にある、見かけの明るさ4.00 等、スペクトル型 M4.5III の赤色巨星で、4等星。脈動変光星の分類の1つ「半規則型変光星」のサブグループSRB型に分類されており、46日の周期で3.88 等から5.00 等の範囲で変光する。
RR星
太陽系から約820 光年の距離にある、スペクトル型 kA3hF0 の脈動変光星。1899年7月13日の写真乾板からウィリアミーナ・フレミングが変光星であることを発見し、1901年のエドワード・ピッカリングの論文で公表された。HR図上で不安定帯にプロットされる脈動変光星のグループの1つ「こと座RR型変光星」のRRab型のプロトタイプとされており、0.56686776日の周期で、7.06 等から8.12 等の範囲で変光する。

### 星団・星雲・銀河
18世紀フランスの天文学者シャルル・メシエが編纂した『メシエカタログ』に挙げられた天体が2つ位置している。
M56
太陽系から約3万3千 光年の距離にある球状星団。1779年1月23日にメシエが発見した。メシエは「星のない星雲」と記録していたが、発見から5年後の1784年にウィリアム・ハーシェルが星の集団であることを確認している。多くの球状星団に見られるような明るいコアがなく、メシエ天体の中で最も暗いものの1つとされる。
M57
太陽系から約2,570 光年の距離にある惑星状星雲。その見た目から「環状星雲」や「リング星雲」の通称で知られる。1779年1月31日にメシエが発見した。メシエの発見を知ったアントワーヌ・ダルキエ・ド・ペルポワが再発見し、メシエがそのことを新発見であるかのように著述したことから、2013年までダルキエが発見者であると勘違いされていた。中心近くに見える16等星の白色矮星 WD 1851+329 が前駆天体であると考えられている。
- ハッブル宇宙望遠鏡の掃天観測用高性能カメラ (Advanced Camera for Surveys, ACS) で撮像された球状星団M56
- HSTの広視野カメラ3 (WFC3) によって469 nmから673 nm の7つの波長で得られた観測データから合成された惑星状星雲M57の画像。

## 流星群
こと座の名前を冠した流星群で、IAUの流星データセンター (IAU Meteor Data Center) で確定された流星群 (Established meteor showers) とされているものは、4月こと座流星群 (April Lyrids, LYR) とこと座η流星群 (eta Lyrids, ELY) の2つ。4月こと座流星群は、1861年に出現し、約400年の周期で公転するサッチャー彗星 (C/1861 G1 Thatcher) を母天体とする流星群で、4月22日頃に極大を迎える。